# Эвазин (епископ Асти)
Эвазин (лат. Evasinus; VIII век) — епископ Асти во второй половине VIII века.

## Биография
О Эвазине упоминается в трудах нескольких историков Нового времени. Согласно им, Эвазин занимал епископскую кафедру в городе Асти в VIII веке, но когда точно, неизвестно. Так, в наиболее раннем каталоге глав Астийской епархии, составленном в 1605 году по приказу епископа Дж. С. Айяццы, сообщается, что Эвазин был преемником убитого в 713 или около 740 года Эвазия. Однако, скорее всего, деятельность Эвазия должна датироваться 730-ми годами. В опубликованном же в 1699 году списке глав Астийской епархии датой посвящения Эвазина в епископский сан был назван 750 год. Другие авторы относили деятельность Эвазина к периоду франкского завоевания Лонгобардского королевства. Также была известна хартия 774 года, в которой сообщалось о пожертвовании Карла Великого аббату Новалезского монастыря Фродоину, и которую подписал Эвазин. Однако позднее этот документ был признан недостоверным, и поэтому в настоящее время Эвазин исключён из списка глав Астийской епархии. Возможно, мнение о существовании епископа Эвазина было основано на ошибочном прочтении средневековых документов, связанных с епископом Эвазием. Следующим после Эвазия достоверно известным епископом Асти был упоминавшийся в 870-х годах Эгидольф.